# Ivana Svobodová
Ivana Svobodová (* 1956) je česká bohemistka, která se věnuje jazykovému poradenství a současné češtině. Působí v oddělení jazykové kultury Ústavu pro jazyk český AV ČR. Známá je především tím, že odpovídá na e-mailové dotazy v jazykové poradně ústavu, takže její názory na jazykové jevy v češtině bývají často vnímány jako oficiální kodifikace jazyka. Je také řešitelem projektu internetové příručky českého jazyka v rámci jazykové poradny a autorkou nebo spoluautorkou několika publikací zabývajících se jazykovou pedagogikou a osvětou.
Napsala mnoho popularizačních a poradenských článků a podílela se na několika popularizačních příručkách čerpajících ze zkušeností v jazykové poradně: Ze zkušeností jazykové poradny (Scientia, Praha, 2002), Čeština jak ji znáte i neznáte (Academia, Praha, 1996).
Píše knihy o češtině pro malé děti (Nebojím se češtiny, 2 díly, Albatros, Praha 2005, byla spoluautorkou Slovníčku pro první stupeň ZŠ, Alter, Všeň, 1999, je autorkou odborných komentářů k Veselým diktátům Jiřího Dědečka, Albatros, Praha, 2002, spoluautorkou Českého jazyka 6 pro základní školy, SPN 2006–2007), působila jako editorka sborníků (Praktické kapitoly z českého jazyka, Praha, Učitelská unie, 1992, Oratio et ratio : sborník k životnímu jubileu Jiřího Krause, Praha, ÚJČ AVČR 2005) a v 90. letech se jako spoluautorka podílela na metodických návodech Miloslava Synka, jak psát odborné práce (vydala Vysoká škola ekonomická v Praze).
Je jedním z téměř 20 členů redakční rady odborného časopisu Český jazyk a literatura, který vydává SPN, a členkou patnáctičlenné odborné rady časopisu Naše řeč. Na Katedře mediálních studií Fakulty sociálních věd UK externě vede semináře Současný český jazyk.